# الماركسية والكينزية
الماركسية والكينزية هي طريقة لفهم ومقارنة أعمال الاقتصاديِّين المؤثريّن جون مينارد كينز وكارل ماركس. عززت أعمال كِلا الرجلين مدارس الفكر الاقتصادي المعنية (الاقتصاد الماركسي والاقتصاد الكينزي) حيث كان لها تأثير كبير في الدوائر الأكاديمية المختلفة بالإضافة لتأثيرها على سياسة الحكومة في مختلف الدول. وجد عمل كينز شعبية في الاقتصادات الليبرالية المتقدمة في أعقاب الكساد الكبير والحرب العالمية الثانية، وعلى الأخص صفقة فرانكلين دي روزفلت الجديدة في الولايات المتحدة حيث كان الإنتاج الصناعي القوي مدعومًا من النقابات القوية والدعم الحكومي. قاد عمل ماركس، بدرجات متفاوتة من الإخلاص، الطريق إلى عدد من الدول الاشتراكية، ولا سيما الاتحاد السوفيتي وجمهورية الصين الشعبية. أدى التأثير الهائل لكل من المدارس الماركسية والكينزية إلى مقارنات عديدة لعمل كلا الاقتصاديين جنبًا إلى جنب مع ضم كِلا المدرستين.
مع عمل كينز النابع من التقاليد الكلاسيكية المحدثة وعمل ماركس من الاقتصاد الكلاسيكي والمثالية الألمانية (لا سيما عمل جورج فيلهلم فريدريش هيغل)، تفاوت فهمهم لطبيعة الرأسمالية، لكن كلا الرجلين كان لهما أيضًا أوجه تشابه كبيرة في أعمالهم. رأى كل من ماركس وكينز أخطاء كبيرة داخل النظام الرأسمالي، ولو بدرجات متفاوتة، وهذا يتعارض مع العديد من الاقتصاديين الكلاسيكيين والكلاسيكيين الجدد الذين يميلون إلى فهم تلك الأخطاء داخل النظام الرأسمالي التي تنجم عن إخفاقات السوق وتأثير الصدمات الخارجية على نظام الاقتصاد الكلي».
مع كتابة كينز في ذروة الرأسمالية الليبرالية وانهيارها خلال فترة الكساد الكبير، إلى جانب خلفيته في الرياضيات، ركزت منهجيته في الاقتصاد الكلي بشكل كبير على استخدام النماذج لاستكشاف اقتصاديات جانب الطلب والطبيعة المفيدة والمتقلبة للرأسمالية الليبرالية. على النقيض من ذلك، فإن السياق الأوروبي الصناعي المبكر لماركس وتأثير المدرسة الكلاسيكية جعلته يركز على عملية الإنتاج، حيث تتأسس جميع الاقتصادات على نمط الإنتاج وهذه العمليات تسببت بطبيعتها في التقسيم الطبقي بين الطبقة الرأسمالية والطبقة العاملة. ومع ذلك، فإن الأمر الأساسي في هذه المقارنة هو التمييز بين إيمان كينز في معالجة أخطاء الرأسمالية بينما رأى ماركس الرأسمالية كنقطة انطلاق نحو مزيد من التنمية المجتمعية.